# Калмаканда
Калмаканда (бенг. কলমাকান্দা, англ. Kalmakanda) — город на северо-востоке Бангладеш, административный центр одноимённого подокруга. Площадь города равна 8,37 км². По данным переписи 2001 года, в городе проживало 9358 человек, из которых мужчины составляли 53,79 %, женщины — соответственно 46,21 %. Плотность населения равнялась 1121 чел. на 1 км². Уровень грамотности населения составлял 35,2 % (при среднем по Бангладеш показателе 43,1 %). 